# Rhododendron yaogangxianense
Rhododendron yaogangxianense är en ljungväxtart som beskrevs av Q.X. Liu. Rhododendron yaogangxianense ingår i släktet rododendron, och familjen ljungväxter. Inga underarter finns listade i Catalogue of Life.